# Medaglia al Coraggio (Israele)
La Medaglia al Coraggio è il secondo riconoscimento al valor militare dello Stato d'Israele dal momento della sua istituzione con retroattività per il parlamento israeliano, il Knesset, nel 1970.

## Descrizione
La medaglia è stata progettata dal grafico israeliano Dan Reisinger: mentre il retro è semplicemente liscio, il lato frontale è formato da due gruppi spade, tre ciascuno, incrociati tra loro con, posto sulle lame, un ramo d'ulivo.
Il nastro della medaglia è rosso e simboleggia il fuoco e il sangue versato in battaglia.
Se conferita più di una volta si applica al nastro una piccola riproduzione della medaglia stessa anche se nella pratica l'unica persona alla quale sia stata conferita due volte questa onorificenza in vita, il Capo di Stato Maggiore Generale Amnon Lipkin-Shahak, indossa semplicemente due nastrini sulla sua divisa.

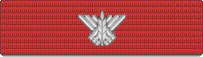
Il nastro della medaglia decorato per più di una concessione.